# Michael Dacher
Michael „Michl“ Dacher (* 21. August 1933 in Peiting; † 3. Dezember 1994 ebenda) war ein deutscher Alpinist und Extrembergsteiger. 1979 bestieg er mit Reinhold Messner den K2 in Rekordzeit und ohne Sauerstoffgerät. Zehn Achttausender hat er in seinem Leben bestiegen.
Für seine sportlichen Leistungen erhielt er am 12. November 1982 das Silberne Lorbeerblatt.
Dacher starb 1994 im Alter von 61 Jahren überraschend im Schlaf an Herzversagen.
Nach Michael Dacher ist eine Hauptschule in Khadambas, einem Dorf 80 km östlich von Kathmandu in Nepal, benannt sowie eine Straße in seinem Heimatort Peiting.

## Touren

### Europa
- 1950 Geiselstein im Ammergebirge
- 1951 Geiselstein Südwand, Südverschneidung, Ostverschneidung, erste Fünfertouren
- 1952 Fleischbank-Südostwand, Bauernpredigtstuhl-Alte Westwand
- 1953 Fleischbank-Südostverschneidung, Mauk-Westwand (Buhlroute), Schüsselkarspitze-Südostwand, Große Zinne-Nordwand (Comici)
- 1954 Predigtstuhl-direkte Westwand (4. Begehung) Große Zinne-Nordwand (Comici), 4. Alleinbegehung
- 1955 Torre di Valgrande-Nordwestwand (Carlessoführe), viele Solotouren im heimatlichen Ammergebirge
- 1956/57 erste Westalpenfahrt, westliche Zinne-Nordwand (Cassin)
- 1959 Piz Badile-Nordostwand
- 1960 Rotwand-Südwestwand (Brandler-Hasse)
- 1961 Große Zinne-direkte Nordwand
- 1962 Grandes Jorasses-Walkerpfeiler, erste Eistouren
- 1963 Ortler-Nordwand (Schmid)
- 1964 Matterhorn-Nordwand
- 1965/68 Oberreintaldom-Gondaverschneidung und Schießlerführe, Berggeisttum-Cukrowskiführe, Mont Blanc-Brenvaflanke, Blatière-Westwand (Brown), Sass-Maor-Ostwand (Solleder), Piz de Ciavàzes-Südwand (Schubert)
- 1969 Eiger-Nordwand (Heckmair), Mont Maudit-Südostgrat
- 1971/72 Trollryggen-Nordostwand (Norwegen)
- 1974 Cengalo-Nordwestpfeiler
- 1976 Rotwand-Südwestwand (Eisenstecken)
- 1978 Triolet-Nordwand, Grubenkarspitze-Westwand (Klaus-Werner-Führe) Karwendel

### Asien
- 1973 Hindukusch-Expedition, gescheitert wegen Materialverlust
- 1975 Yalung Kang (8438 m) (Kangchendzönga-Westgipfel), 2. Besteigung
- 1977 Lhotse (8516 m) im Khumbu-Himalaja, ohne Sauerstoffmaske
- 1979 K2 (8611 m) im Karakorum mit Reinhold Messner; Dacher war der erste Deutsche auf dem K2
- 1980 Shishapangma (8046 m) in Tibet
- 1981 Nanga Parbat (8125 m) in Pakistan
- 1982 Hidden Peak (8080 m), Erstbegehung einer Variante in der Nordwand
- 1983 Cho Oyu (8188 m) von Südwesten im Alpinstil
- 1984 Manaslu (8163 m)
- 1985 Dhaulagiri (8167 m), gescheitert wegen Erkrankung eines Kameraden
- 1985 Nanga Parbat (8125 m) mit Peter Habeler
- 1986 Broad Peak (8047 m)
- 1987 Everest (8848 m), gescheitert wegen Stürmen
- 1987 Gasherbrum II (8035 m)
- 1988 Makalu (8485 m) gescheitert wegen Orkanstürmen
- 1990 Dhaulagiri (8167 m) internationale Expedition, gescheitert
- 1991 Everest (8848 m) Versuch
- 1993 Mustagh Ata (7546 m) mit Ski bestiegen
- 1993 Everest (8848 m), Expeditionsversuch

### Südamerika
- 1992 Aconcagua (6961 m), Dacher war Expeditionsleiter

### Grönland
- 1970 Grönland, Inlandeisdurchquerung von West nach Ost (Nansenroute) mit Franz Martin

## Publikationen
- Reiß mer'n nieder: Michl Dacher – der erste Deutsche auf dem K2. Norbert und Gregor Herler, Laibstadt 2009, ISBN 978-3-00-027813-6